# Larimus pacificus
Larimus pacificus is een  straalvinnige vissensoort uit de familie van ombervissen (Sciaenidae). De wetenschappelijke naam van de soort is voor het eerst geldig gepubliceerd in 1890 doorJordan & Bollman. De soort komt voor in de Stille Oceaan tussen Panama en Colomba.
De soort staat op de Rode Lijst van de IUCN als niet bedreigd, beoordelingsjaar 2007.